# Wajegaon
Wajegaon es una ciudad censal situada en el distrito de Nanded en el estado de Maharashtra (India). Su población es de 9772 habitantes (2011). Se encuentra a orillas del río Godavari, a 11 km de Nanded Waghala.

## Demografía
Según el censo de 2011 la población de Wajegaon era de 9772 habitantes, de los cuales 4977 eran hombres y 4795 eran mujeres. Wajegaon tiene una tasa media de alfabetización del 76,96%, inferior a la media estatal del 82,34%: la alfabetización masculina es del 83,43%, y la alfabetización femenina del 70,34%.